# Góra Stanisławskiego
Góra Stanisławskiego (dawniej: Grzbiet Stanisławskiego, norw. Stanislawskikammen) - góra na południowym Spitsbergenie, na południowy wschód od lodowca Penckbreen. Nazwę nadała polska ekspedycja naukowa w 1934 roku na cześć polskiego alpinisty Wiesława Stanisławskiego, tragicznie zmarłego w Tatrach rok wcześniej.